# Adrian Barath
Adrian Barath (ur. 14 kwietnia 1990 w Chaguanas) – trynidadzki krykiecista, batsman, reprezentant Trynidadu i Tobago oraz Indii Zachodnich.
Praworęczny pałkarz otwierający dla Trynidadu i Tobago, Barath zadebiutował w meczu testowym w listopadzie 2009 roku, stając się najmłodszym krykiecistą Indii Zachodnich, który zdobył sto runów. Swój pierwszy One Day International zagrał w marcu następnego roku. W 2014 roku nieoczekiwanie ogłosił zakończenie kariery zostając Świadkiem Jehowy.